# Уголино дела Герардеска
Уголино дела Герардеска (на италиански: Ugolino della Gherardesca; * ок. 1220, Пиза; † март 1289, Пиза) е граф на Доноратико, командир на флот и шеф на могъщата фамилия Дела Герардеска, един от водещите политици на Град-Република Пиза.
По нареждане на политическия му конкурент, архиепископ Ругиери, той, двама от синовете му и двама внука, са хвърлени в тъмница и оставени да умрат от глад. Уголино е герой от „Божествената комедия“ на Данте Алигиери.

## Биография
Той е син на Гуелфо дела Герардеска († 1295), граф на Доноратико, и съпругата му Елена, извънбрачна дъщеря на Енцио Хоенщауфен († 1272), крал на Сардиния.
През 1252 г. Уголино е щатхалтер на Сардиния за затворения сардински крал Енцио и остава такъв до края на владението на Хоенщауфените.
В Пиза той се съюзява с Висконтите, вождовете на партията Гвелфи. Сестра му (или дъщеря му) е омъжена за Джовани Висконти, съдия на Галура. Между 1271 и 1274 г. Уголино, заедно с Джовани Висконти, участва в акции против императорското владение. През 1274 г. той е аресатуван, а Джовани Висконти е изгонен и умира след една година. Уголино е освободен от затвора и изгонен за една година от града. С помощта на Карл I Анжуйски той напада родния си град. След това той живее нормално в Пиза.
През 1284 г. започва война между Пиза и Генуа. Уголино получава командването на флот от Пиза. В битката при Мелория на 6 август 1284 г. той се въздържа с корабите си и така допринася за пълната загуба на Пиза. Това му носи обвинението за предателство. Въпреки това Уголино през 1284 г. е избран за подестà, шеф на градското правителство. Чрез политическите си контакти той успява да сключи мир с Флоренция. С Лука той сключва тайно споразумение.
През 1288 г. в Пиза започва драматично поскъпване. При въоръжен конфликт Уголино убива един племенник на архиепископа. Той е арестуван и заедно със синовете му Гадо и Угучионе и внуците му Нино (наричан „ил Бригата“) и Анселмучио, е хвърлен в „Муда“, кула, която принадлежи на фамилията Гуалдини. По нареждане на архиепископ Ругиери, който вече е подестà, през март 1289 г. ключовете на затвора са хвърлени в Арно и затворниците са оставени да умрат от глад. Труповете им са погребани в църквата Сан Франческо. През 1902 г. техните останки са преместени в гробната капела на фамилията дела Герардеска.

## Фамилия
Уголино се жени за Маргерита Паночиески (Margherita Pannocchieschi) и има децата:
- Емилия
- Гадо
- Гуелфо († 1292)
- Лото († 1292)
- Матео (1279/84 – 1292).
- Джована
- Угучионе
- Герардеска
- Бандучио

## Литераура
- Paola Benigni, Massimo Becattini. Ugolino della Gherardesca: cronaca di una scoperta annunciata. Archeologia Viva n. 128 (2008).
- Robert Hollander. Circle 9 Архив на оригинала от 2009-06-03 в Wayback Machine. The Trustees of Princeton University (1997).
- Francesco Mallegni, Maria Luisa Ceccarelli Lemut, Il conte Ugolino di Donoratico tra antropologia e storia, Pisa 2003, ISBN 88-8492-059-0.
- Guy P. Raffa. Circle 9, Cantos 31 – 34. University of Texas at Austin (2002).
- Paget Toynbee, A Dictionary of the Proper Names and Notable Matters in the Works of Dante, Oxford University Press, 1968.